# Виджьяратнам, Арумугам
Арумугам Виджьяратнам (англ. Arumugam Vijiaratnam, 24 августа 1921, Ипох, Федеративные Малайские Государства — 18 февраля 2016, Сингапур) — сингапурский хоккеист (хоккей на траве), футболист, регбист, крикетист, хозяйственный деятель.

## Биография
Арумугам Виджьяратнам родился 24 августа 1921 года в малайзийском городе Ипох.
В 1937—1940 годах учился в школе Виктории в Сингапуре, успешно совмещая учёбу и спорт. В 1941 году был удостоен правительственной стипендии для изучения техники в техническом колледже Куала-Лумпура, а в 1950 году — в Брайтонском колледже передовых технологий в Великобритании, где он получил диплом инженера. Был капитаном команд Брайтонского колледжа по хоккею на траве и крикету.
В 1953 году вернулся в Сингапур, работал в департаменте общественных работ.
Был единственным спортсменом Сингапура, который играл за сборную страны по четырём видам спорта: хоккею на траве, футболу, регби и крикету. Выступал за них в 1946—1956 годах.
В хоккей на траве играл за «Цейлон», в футболе выступал за Селангор в Кубке Малайи 1947 и 1948 годов.
В 1956 году вошёл в состав сборной Сингапура по хоккею на траве на Олимпийских играх в Мельбурне, занявшей 8-е место. Играл на позиции нападающего, провёл 4 матча, забил (по имеющимся данным) 1 мяч в ворота сборной США.
В 1964 году был направление в управление порта Сингапура. Сделал большой вклад в его развитие, помогая развивать программу контейнеризации. Работал здесь в течение 17 лет, но позже вернулся в качестве проектного директора и покинул пост в 75-летнем возрасте. Также играл большую роль в развитии аэропорта Чанги, занимаясь мелиорацией для его строительства. Работу Виджьяратнама на этом поприще отметил в книге «От третьего мира к первому» премьер-министр Сингапура, один из создателей сингапурского «экономического чуда» Ли Куан Ю.
В 1992—2005 годах был первым проректором Технологического университета Наньянга. Стал первым азиатом, который занимал должность вице-президента Британского института инженеров-строителей.
Будучи выходцем из тамилов, в 1995—2005 годах был председателем сингапурской газеты «Тамил Мурасу», в 1994—2001 годах входил в президентский совет по правам меньшинств.
Умер 18 февраля 2016 года в Сингапуре.
В марте 2016 года вышла книга Виджьяратнама «Разработано для успеха».

## Семья
Вместе с женой Йогасундари (ум. 2011 в возрасте 86 лет) воспитали сына Вижендрана и трёх дочерей, также у них было восемь внуков.